# Đồng Tiến, Ứng Hòa
Đồng Tiến là một xã thuộc huyện Ứng Hòa, thành phố Hà Nội, Việt Nam.
Xã Đồng Tiến có diện tích 6,61 km², dân số năm 2016 hơn 6.494 người, mật độ dân số đạt 982 người/km².
Xã Đồng Tiến giáp với các xã Sơn Công ở phía tây, Cao Thành và Trường Thịnh ở phía bắc, Tân Phương ở phía đông, huyện Mỹ Đức ở phía nam và tây nam.
Xã bao gồm 5 thôn: Đoàn Xá, Thành Vật, Giang Làng, Giang Đường và Giang Soi, trong đó Đoàn Xá (làng Đoàn) là thôn lớn nhất.